# Berkeley (ferry)
Berkeley  es un ferry museo anclado en la bahía de San Diego en San Diego, California. Berkeley se encuentra inscrito  en el Registro Nacional de Lugares Históricos desde el 14 de diciembre de 1990. Union Iron Works fue quién diseñó el Berkeley. Anteriormente el Berkeley pertenecía al Southern Pacific y por 60 años operó entre el muelle de Oakland y el muelle de ferry de San Francisco, también el ferry ayudó a transportar a los damnificados del terremoto de San Francisco de 1906, hasta finalmente dejar de funcionar en 1958.

## Ubicación
Berkeley se encuentra exhibido como buque museo dentro del condado de San Diego en las coordenadas 32°43′07″N 117°10′22″O / 32.718647, -117.172656.